# Tixagevimabe/cilgavimabe
Tixagevimabe+cilgavimabe (AZD7442) é uma associação medicamentosa composta por dois anticorpos monocolonais, tixagevimabe (AZD8895) e cilgavimabe (AZD1061) usada para prevenir a infecção por covid-19. Está em desenvolvimento pela empresa farmacêutica multinacional AstraZeneca.
É comercializado sob o nome Evusheld.

## História

### Desenvolvimento
Em 2020, pesquisadores do Centro Médico da Universidade de Vanderbilt, em Nashville, descobriram anticorpos monoclonais com efeitos profiláticos particularmente potentes, isolando-os de pacientes com covid-19 com as variações em circulação na época. Inicialmente, os compostos foram designados como COV2-2196 e COV2-2130. A engenharia de anticorpos foi usada para transferir a especificidade de ligação do SARS-CoV-2 para as estruturas de imunoglobulina G (IgG) com potencial de conferir maior sobrevida da droga no corpo. Esses anticorpos projetados foram denominados respectivamente, como AZD8895 e AZD1061, e sua combinação foi denominada AZD7442).
Para avaliar o potencial de profilaxia baseada em anticorpos monoclonais (prevenção), o ensaio clínico, chamado de Provent, analisou 5 000 pessoas de alto risco, mas que ainda não haviam sido infectadas, monitorando-as por 15 meses. Na amostra do estudo, as pessoas que receberam o coquetel tixagevimabe/cilgavimabe apresentaram uma redução de 77% nos sintomas de COVID-19; e não houve casos graves nem mortes. O estudo também relatou que o coquetel desses anticorpos é capaz de neutralizar as variantes do SARS-CoV-2 mais recentes, como a variante Delta.
Em contraste aos resultados de profilaxia antes da exposição ao vírus (profilaxia pré-exposição),  um ensaio clínico que avaliou 1 000 pessoas já expostas ao vírus (profilaxia pós-exposição) não atingiu um resultado clínico satisfatório, demonstrando baixo potencial de eficácia na prevenção de COVID-19 sintomático em pessoas já expostas ao vírus.

### Uso contra covid-19
Em outubro de 2021, o Comitê de Medicamentos para Uso Humano (CHMP) da Agência Europeia de Medicamentos (EMA) iniciou uma revisão do coquetel com o objetivo de analisar sua eficácia na prevenção da covid-19 em adultos
Em outubro de 2021, a AstraZeneca solicitou à Food and Drug Administration (FDA), agência de regulamentação dos Estados Unidos, autorização para o uso de emergência do medicamento para prevenir a covid-19.

### Uso de emergência
Em 14 de novembro de 2021, o uso de emergência da associação medicamentosa foi aprovado no Bahrein.
Em 8 de dezembro de 2021, a Food and Drug Administration (FDA), órgão federal de saúde dos Estados Unidos, concedeu autorização de uso emergencial para a combinação tixagevimabe+cilgavimabe (antes da exposição ao vírus que causa a covid-19) em pessoas imunossuprimidas que não poderiam ser vacinadas efetivamente por histórico médico de reações adversas severas às vacinas contra coronavírus existentes.
No Brasil, o Evusheld foi recebeu um autorização temporária de uso emergencial da Anvisa em 24 de fevereiro de 2022. Então, a Agência reportou na nota em seu portal que a droga já possuía aprovação para uso emergencial pela "Agência de Alimentos e Medicamentos dos Estados Unidos (FDA), assim como pelas autoridades reguladoras da França, Israel, Itália, Barein, Egito e Emirados Árabes Unidos".

## Bula

### Indicação
Segundo a Anfisa, o Evusheld é indicado para profilaxia antes da exposição à Covid-19, em indivíduos adultos e pediátricos (com 12 anos de idade ou mais, pesando pelo menos 40 kg), que não tenham tido uma exposição recente conhecida a um indivíduo infectado com SARS-CoV-2 e que possuam comprometimento imunológico moderado a grave devido a uma condição médica e/ou ao recebimento de medicamentos ou tratamentos imunossupressores e que possam não apresentar uma resposta imunológica adequada à vacinação contra a Covid-19.

### Posologia e modo de usar
É administrada em duas doses de injeções intramusculares aplicadas consecutivamente, cada uma contendo um anticorpo monoclonal.